# Enkor Airlines
Enkor Airlines (en russe : Авиакомпания Энкор - Enkor Airlines) est une compagnie aérienne russe basée à l'aéroport international de Domodedovo.

## Code data
- Association internationale du transport aérien AITA Code : G8
- Organisation de l'aviation civile internationale OACI Code : ENK
- Nom d'appel :

## Destinations
- La compagnie exploite 12 destinations régulières à travers la Russie.

## Flotte
La compagnie exploite différents types d'avions d'origine russe :
- 2 Tupolev Tu-134A
- 1 Tupolev Tu-154B
- 4 Tupolev Tu-154M
- 1 Yakovlev Yak-40
- 6 Yakovlev Yak-42D